# Rea Mauranen

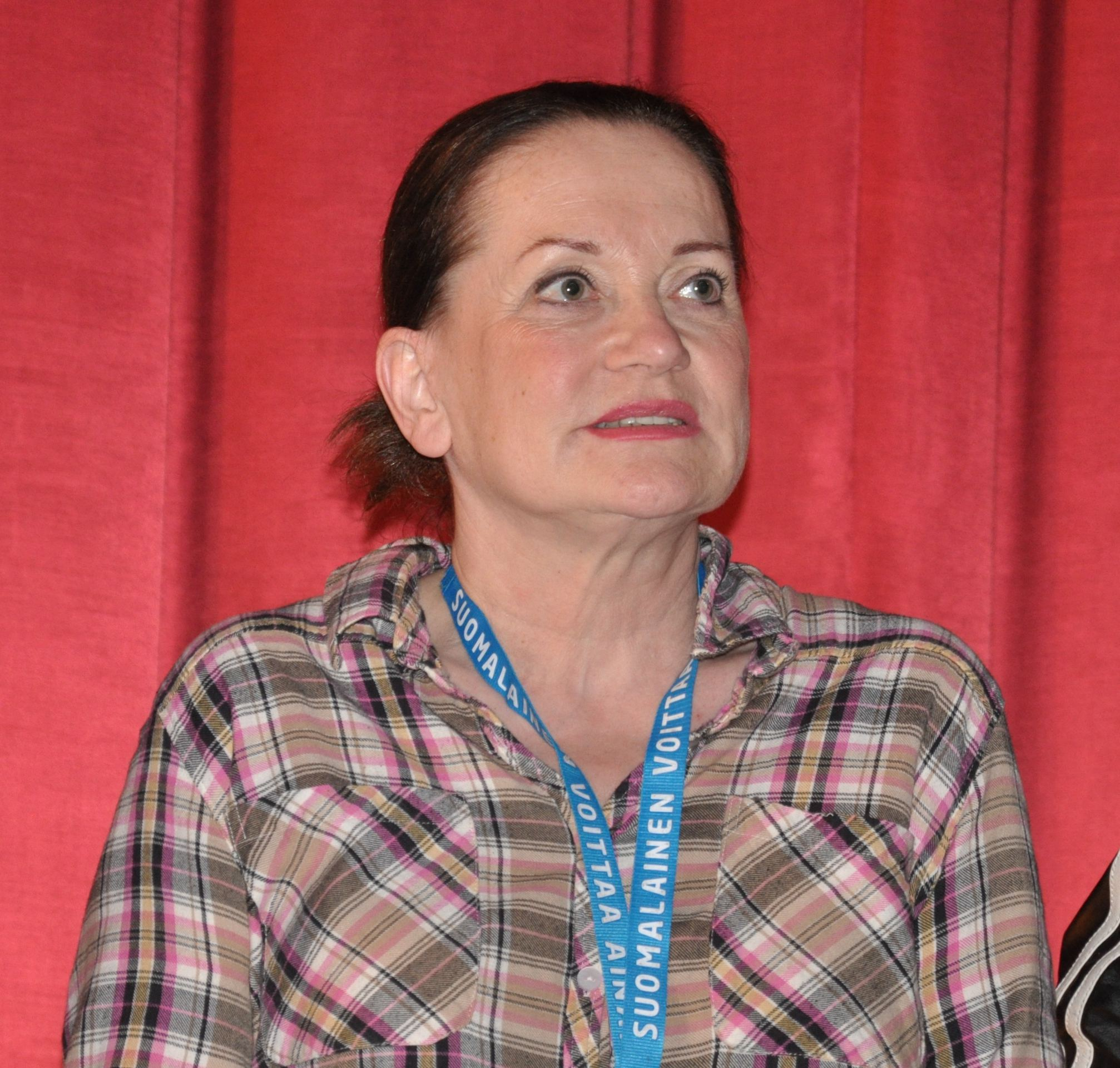
Rea Mauranen (2012)

Rea Tellervo Mauranen-Nuru (* 25. April 1949 in Helsinki) ist eine finnische Schauspielerin.

## Leben
Rea Mauranen absolvierte 1973 ihr Schauspielstudium an der Theaterakademie Helsinki. Anschließend war sie mehrere Jahre am KOM-Theater und dem Stadttheater von Helsinki tätig.
Ihr Filmdebüt gab Mauranen bereits während ihrer Studienzeit. So war sie in mehreren Fernsehfilmen in kleinen Nebenrollen zu sehen. Insgesamt war sie in ihrer Karriere in über 120 Film- und Fernsehproduktionen zu sehen. So spielte sie in Fernsehserien wie Deadwind und Cold Courage sowie Filmen wie Komplizinnen aus Angst und Sibelius mit. Für ihre Darstellung der Olga Esempio in der von Pirjo Honkasalo und Pekka Lehto inszenierten Filmbiografie Tulipää wurde sie 1981 als Beste Hauptdarstellerin mit dem finnischen Filmpreis Jussi ausgezeichnet. Eine weitere Auszeichnung als Beste Nebendarstellerin erhielt sie für ihr Spiel in dem von Auli Mantila inszenierten Drama Die Nacht des Schmetterlings. 2023 spielte sie in der Serie Poromafia die Hauptrolle.

## Filmografie (Auswahl)
- 1980: Tulipää
- 1983: April ist der grausamste Monat (Huhtikuu on kuukausista julmin)
- 1983: Mich laust der Affe (Apinan vuosi)
- 1988: Alptraum (Painajainen)
- 1989: Mutter gesucht (Anni tahtoo äidin)
- 1993: Goodbye Gibraltar
- 1997: Die Nacht des Schmetterlings (Neitoperho)
- 1998: Feuerschlucker (Tulennielijä)
- 2000: Komplizinnen aus Angst (Pelon maantiede)
- 2003: Sibelius
- 2012: Road North – Nordwärts (Tie pohjoiseen)
- 2020: Cold Courage (Fernsehserie, zwei Folgen)
- 2021: Deadwind (Karppi, Fernsehserie, acht Folgen)
- 2023: Poromafia (Fernsehserie)